# Romer Hrabia
Romer Hrabia – polski herb hrabiowski, odmiana herbu Jelita (właśc. Romer), nadany w Galicji.

## Opis herbu
Opis zgodnie z klasycznymi regułami blazonowania:
W polu czerwonym trzy kopie złote w gwiazdę, dwie w skos ku górze, środkowa na opak. Nad tarczą korona hrabiowska, nad którą hełm z klejnotem: pół barana wspiętego, czarnego, na pięciu piórach strusich - błękitnym, czerwonym, srebrnym, czerwonym i błękitnym. Labry czerwone, podbite złotem.

## Najwcześniejsze wzmianki
Nadanie tytułu hrabiego Austrii (graf von) dla Cypriana Romera zatwierdzone 14 sierpnia 1818, dyplom z 15 kwietnia 1832. Podstawą nadania był patent szlachecki z 1775 roku, posiadane dobra ziemskie, oraz pochodzenie z rodziny senatorskiej (ojciec Aleksander był kasztelanem zawichojskim).

## Herbowni
Jedna rodzina herbownych (herb własny):
- graf Chysow von Romer.